# Siphocampylus giganteus
Siphocampylus giganteus är en klockväxtart som först beskrevs av Antonio José Cavanilles, och fick sitt nu gällande namn av George Don jr. Siphocampylus giganteus ingår i släktet Siphocampylus och familjen klockväxter. Inga underarter finns listade i Catalogue of Life.